# Dragalić
Dragalić (srbsky Драгалић) je vesnice a správní středisko stejnojmenné opčiny v Chorvatsku v Brodsko-posávské župě. Nachází se asi 9 km jihozápadně od Nové Gradišky a asi 62 km severozápadně od Slavonského Brodu. V roce 2011 žilo v Dragalići 559 obyvatel, v celé opčině pak 1 361 obyvatel.
Součástí opčiny je celkem šest trvale obydlených vesnic.
- Donji Bogićevci – 84 obyvatel
- Dragalić – 1 361 obyvatel
- Gorice – 175 obyvatel
- Mašić – 266 obyvatel
- Medari – 177 obyvatel
- Poljane – 100 obyvatel

Opčinou procházejí župní silnice Ž4155, Ž4158 a Ž4177. Jižně od vesnice prochází dálnice A3, na níž se nachází odpočívka pojmenovaná po Dragalići.